# 仁寿寺 (佛山)
仁寿寺坐落在中国广东省佛山市禅城区祖庙路5号，是一座汉传佛教曹洞宗寺院。仁寿寺塔是佛山市市级文物保护单位，类型为近现代重要史迹及代表性建筑，公布时间为1989年6月10日。仁寿寺塔的历史年代为民国。

## 沿革
清朝顺治十三年（1656年）、密宗大师释纵堂建立仁寿寺。康熙八年（1669年）、僧人释玉琳修复山门。咸丰元年（1851年），僧人释仁机重修寺院。
1935年、密宗信徒李佩弦倡导下李赐豪、梁显其等捐赠如意宝塔一座给仁寿寺，1938年由中国佛学会会长释虚云主持开光典礼。
1952年，当地政府接收仁寿寺，当做仓库使用。1982年，新丰供销社干部许业萍居士募集资金全面重建仁寿寺，释达善出任主持，1997年完工，1998年正式对外开放。1989年6月10日，佛山市人民政府把仁寿寺列入市级文物保护单位。2003年11月30日，释迦摩尼雕像开光典礼举行。2014年6月19日，寺院开始进行改造提升项目。

## 建筑
仁寿寺的建筑是仿唐风格，现存山门、大雄宝殿、斋堂、功德堂、禅堂方丈室、如意宝塔、僧舍。

### 大雄宝殿
大雄宝殿是全木结构，高25.8米，建筑面积达1123平方米。整个大殿使用中国传统的榫卯结构，没有使用一颗铁钉。大殿屋脊两端各有一尊鸱吻，均重达两吨，合金铜材质。

### 如意宝塔
如意宝塔是仁寿寺最高的建筑物，1935年建立。塔身是七层八角式样，钢筋水泥材质，通高25米，塔身外面的墙壁镶嵌藏文碑记，塔身内部供奉瓷制佛像十余尊。其中有一尊陶制红绿度母佛像是由石湾冠华陶窑烧制，潘玉书手塑。

## 主要僧人

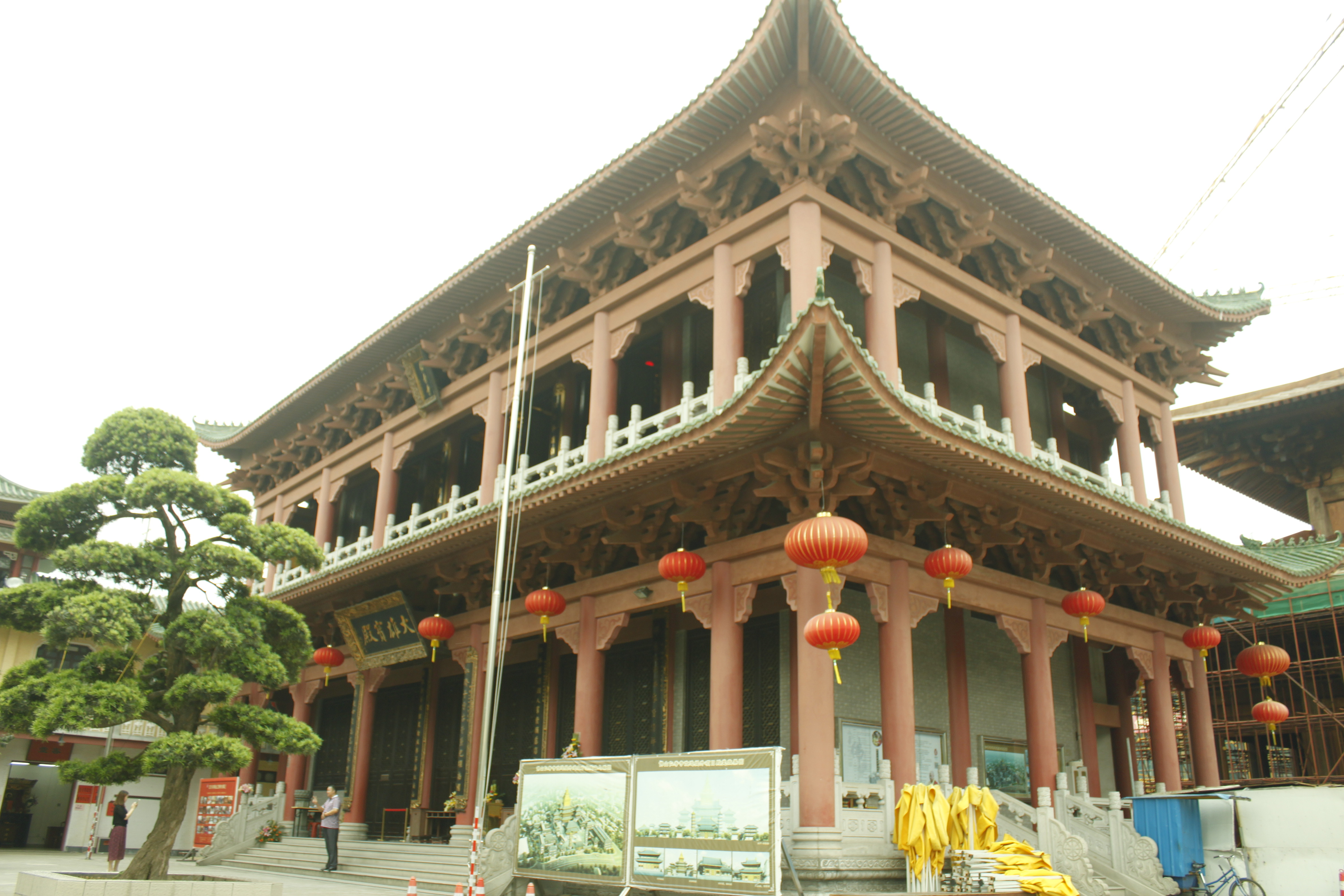
大雄宝殿侧面照片。

- 释纵堂（清朝顺治）
- 释玉琳（清朝康熙）
- 释仁机（清朝咸丰）
- 释祗园
- 释慈云
- 释达善
- 释明生（当代主持）